# Hermanus van Brussel
Hermanus van Brussel (Haarlem, 1763 – Utrecht, 1815) fou un pintor de paisatges i gravador amb aiguafort. Fou deixeble de Johan Bernhard Brandhof, Christiaan Henning i Wybrand Hendriks. Posteriorment esdevingué mestre de Woutherus Mol.
És conegut pels seus dissenys d'escenografia per l'Stadsschouwburg i el palau Het Loo. A Haarlem fou membre de la societat teatral amateur Kunstliefde i els creà moltes escenografies.